# Carlo Emmanuele Pio di Savoia
Carlo Emmanuele Pio di Savoia (Ferrara, 5 gennaio 1585 – Roma, 1º giugno 1641) è stato un cardinale italiano della Chiesa cattolica, nominato da Clemente VIII nel concistoro del 9 giugno 1604.

## Biografia
Carlo Emmanuele Pio di Savoia era figlio di Enea Pio di Savoia, signore reggente di Sassuolo, consigliere di Stato in Piemonte (1572), cavaliere dell'Ordine della Santissima Annunziata (1576), ambasciatore sabaudo a Roma, governatore di Reggio (1591), e della seconda moglie Barbara Turchi, figlia di Ippolito Turchi, 1º Conte di Crespino e Ariano, e di Ippolita Tassoni Estense.
Fu creato cardinale diacono il 9 giugno 1604 da papa Clemente VIII, diacono di San Nicola in Carcere il 25 giugno 1604. Sotto il pontificato di papa Urbano VIII optò per la diaconia di Santa Maria in Via Lata il 2 ottobre 1623, quindi optò per l'ordine dei cardinali preti ed ebbe i titoli dei Santi Giovanni e Paolo e di San Lorenzo in Lucina il 16 marzo 1626.
Fu legato della Marca di Ancona nel 1621, cardinale vescovo di Albano dal 14 giugno 1627, cardinale vescovo di Porto e Santa Rufina dal 15 giugno 1630, cardinale vescovo di Velletri dal 1638, cardinale vescovo di Ostia dal 28 marzo 1639, Decano del Sacro Collegio.

## Genealogia episcopale e successione apostolica
La genealogia episcopale è:
- Cardinale Juan Pardo de Tavera
- Cardinale Antoine Perrenot de Granvelle
- Cardinale Francisco Pacheco de Villena
- Papa Leone XI
- Cardinale Ottavio Bandini
- Cardinale Carlo Emmanuele Pio di Savoia

La successione apostolica è:
- Arcivescovo Pietro Antonio Spinelli (1629)
- Vescovo Giovanni Battista Malaspina (1629)
- Vescovo Muzio Colonna (1629)
- Vescovo Alfonso Pandolfi (1631)
- Vescovo Girolamo Magnesi (1634)

## Ascendenza
|                                                 |                                     |                                                       | Genitori                                               |  |  | Nonni |  |  | Bisnonni                                       |  |  | Trisnonni                                   |  |
|                                                 |                                     |                                                       |                                                        |  |  |       |  |  | Giberto I Pio di Savoia, I signore di Sassuolo |  |  | Marco II Pio di Savoia, consignore di Carpi |  |
|                                                 |                                     |                                                       |                                                        |  |  |       |  |  | Giberto I Pio di Savoia, I signore di Sassuolo |  |  | Marco II Pio di Savoia, consignore di Carpi |  |
|                                                 |                                     | Benedetta del Carretto                                |                                                        |  |  |       |  |  | Giberto I Pio di Savoia, I signore di Sassuolo |  |  |                                             |  |
| Marco Pio di Savoia                             |                                     |                                                       |                                                        |  |  |       |  |  | Giberto I Pio di Savoia, I signore di Sassuolo |  |  |                                             |  |
|                                                 |                                     | Eleonora Bentivoglio                                  | Giovanni II Bentivoglio, V signore di Bologna          |  |  |       |  |  |                                                |  |  |                                             |  |
|                                                 |                                     | Eleonora Bentivoglio                                  | Giovanni II Bentivoglio, V signore di Bologna          |  |  |       |  |  |                                                |  |  |                                             |  |
|                                                 |                                     | Eleonora Bentivoglio                                  | Ginevra Sforza                                         |  |  |       |  |  |                                                |  |  |                                             |  |
| Enea Silvio Pio di Savoia, reggente di Sassuolo |                                     | Eleonora Bentivoglio                                  |                                                        |  |  |       |  |  |                                                |  |  |                                             |  |
|                                                 |                                     | Gerolamo Roverella, I conte di Montenovo e Monteleone | Pietro Roverella                                       |  |  |       |  |  |                                                |  |  |                                             |  |
|                                                 |                                     | Gerolamo Roverella, I conte di Montenovo e Monteleone | Pietro Roverella                                       |  |  |       |  |  |                                                |  |  |                                             |  |
|                                                 |                                     | Gerolamo Roverella, I conte di Montenovo e Monteleone | …                                                      |  |  |       |  |  |                                                |  |  |                                             |  |
| Lucrezia Roverella                              |                                     | Gerolamo Roverella, I conte di Montenovo e Monteleone |                                                        |  |  |       |  |  |                                                |  |  |                                             |  |
|                                                 |                                     | Taddea Contrari                                       | Ambrogio Contrari, III conte di Vignola                |  |  |       |  |  |                                                |  |  |                                             |  |
|                                                 |                                     | Taddea Contrari                                       | Ambrogio Contrari, III conte di Vignola                |  |  |       |  |  |                                                |  |  |                                             |  |
|                                                 |                                     | Taddea Contrari                                       | Battistina Fregoso                                     |  |  |       |  |  |                                                |  |  |                                             |  |
| Carlo Emmanuele Pio di Savoia                   |                                     | Taddea Contrari                                       |                                                        |  |  |       |  |  |                                                |  |  |                                             |  |
|                                                 | Alberto Turchi, patrizio di Ferrara | Aldobrandino Turchi                                   |                                                        |  |  |       |  |  |                                                |  |  |                                             |  |
|                                                 | Alberto Turchi, patrizio di Ferrara | Aldobrandino Turchi                                   |                                                        |  |  |       |  |  |                                                |  |  |                                             |  |
|                                                 | Alberto Turchi, patrizio di Ferrara | Caterina Sacrati                                      |                                                        |  |  |       |  |  |                                                |  |  |                                             |  |
| Ippolito Turchi, I conte di Crespino e Ariano   | Alberto Turchi, patrizio di Ferrara |                                                       |                                                        |  |  |       |  |  |                                                |  |  |                                             |  |
|                                                 |                                     | …                                                     | …                                                      |  |  |       |  |  |                                                |  |  |                                             |  |
|                                                 |                                     | …                                                     | …                                                      |  |  |       |  |  |                                                |  |  |                                             |  |
|                                                 |                                     | …                                                     | …                                                      |  |  |       |  |  |                                                |  |  |                                             |  |
| Barbara Turchi                                  |                                     | …                                                     |                                                        |  |  |       |  |  |                                                |  |  |                                             |  |
|                                                 |                                     | Galeazzo Tassoni, signore di Castelvecchio            | Giulio Tassoni, I conte di Debbia, Levizzano e Saltino |  |  |       |  |  |                                                |  |  |                                             |  |
|                                                 |                                     | Galeazzo Tassoni, signore di Castelvecchio            | Giulio Tassoni, I conte di Debbia, Levizzano e Saltino |  |  |       |  |  |                                                |  |  |                                             |  |
|                                                 |                                     | Galeazzo Tassoni, signore di Castelvecchio            | Ippolita Contrari                                      |  |  |       |  |  |                                                |  |  |                                             |  |
| Ippolita Tassoni                                |                                     | Galeazzo Tassoni, signore di Castelvecchio            |                                                        |  |  |       |  |  |                                                |  |  |                                             |  |
|                                                 |                                     | Lucrezia Petrati                                      | Alberto Petrati                                        |  |  |       |  |  |                                                |  |  |                                             |  |
|                                                 |                                     | Lucrezia Petrati                                      | Alberto Petrati                                        |  |  |       |  |  |                                                |  |  |                                             |  |
|                                                 |                                     | Lucrezia Petrati                                      | Bianca Marocelli                                       |  |  |       |  |  |                                                |  |  |                                             |  |
|                                                 |                                     | Lucrezia Petrati                                      |                                                        |  |  |       |  |  |                                                |  |  |                                             |  |